# Wysokie (Petite-Pologne)
Pour les articles homonymes, voir Wysokie.
Wysokie est une localité polonaise de la gmina et du powiat de Limanowa en voïvodie de Petite-Pologne.